# Så där
Så där är det andra studioalbumet av den svenska artisten, poeten och producenten Patrick El-Hag, utgivet den 15 september 2007. 
Albumets huvudtema är samarbetet med Berndt Egerbladh, som El-Hag försökte initiera redan efter att ha hört det Berndt Egerbladh-producerade albumet Så länge du har lust, med Lena Nyman (1985).
Den gången blev det inget samarbete. Det inleddes istället i samband med ett slumpartat återseende 2002, då Egerbladh bad El-Hag att skriva texter till sina kompositioner på de två instrumentalalbumen Night Pieces (1992) och Mousse au chocolat (2001). Det hela resulterade i Ann Kristin Hedmarks kritikerhyllade album Kom tillbaka innan du går (2004). Albumet blev en postum hyllning till Berndt Egerbladh som avled våren 2004.    
Mycket riktigt återfinns både inledningsspåret Söndagar är bra att fördriva och sexturismbetraktelsen En kärlekshistoria på båda utgåvorna. Den senare modifierad med en nytillkommen och bärande delkomposition av trumpetaren och albumets blåsarrangör Thomas Sköldborn.
Albumets andra tema är El-Hags svenska tolkningar av kapverdianskan Cesária Évora, Det är hennes signaturmelodi Sodade som i El-Hags svenska tolkning blivit albumets titelspår Så Där. 
De övriga Cesária-titlarna är Vem ska betala? (Sangue de Beirona) och Vågor som viner, vars spanska originaltitel är Tiempo y Silencio. Det övriga materialet är El-Hags egna kompositioner och hans svenska tolkningar av Stings Fragile (Hur sköra vi är), Otto Harbachs och Jerome Kerns Yesterdays (D som var), Marianne Faithfulls och Angelo Badalamentis Love in the afternoon (Det börjar ljusna nu)  och Marc Almonds Mother Fist (Höger hand). 
På albumet samlade El-Hag ett tjugotal musiker och en lika eklektisk som osannolik samling gästartister; trumpetaren Jan Allan, dragspelaren Bengan Janson, Ison Glasgow från hiphopduon Ison & Fille, Ingrid Contardo samt Camilla Henemark, som i sammanhanget debuterade på romani. Flera av sångerna spelades på bland annat Sveriges Radio. Singelsläppen var, Vem ska betala? och D som var (2007), samt Väderlek.
Bland mängden av tidningar som hyllade albumet fanns bland annat Dagens Nyheter, Helsingborgs Dagblad, Västerviks-Tidningen, Dalarnas Tidningar, Dalademokraten, Värmlands Folkblad, Norran, Göteborgs-Posten, NWT, 
Nöjesguiden, Groove (tidskrift) samt Lira Musikmagasin. Ett omfattande reportage om albumets tillblivelse skrevs av Dan Håfström för Musikermagasinet, våren 2008.             

## Låtlista
| Nr  | Titel                                        | Text                                             | Musik                                  | Längd |
| --- | -------------------------------------------- | ------------------------------------------------ | -------------------------------------- | ----- |
| 1.  | Söndagar är bra att fördriva                 | Patrick El-Hag                                   | Berndt Egerbladh                       | 4:23  |
| 2.  | Vem ska betala? (Sangue de Beirona)          | Patrick El-Hag, Niklas Bergh                     | Trad.                                  | 3:04  |
| 3.  | D som var (Yesterdays)                       | Patrick El-Hag, Thomas Kaos Olsson, Ison Glasgow | Otto Harbach, Jerome Kern              | 3:36  |
| 4.  | I en zigenarvals                             | Patrick El-Hag                                   | Patrick El-Hag                         | 4:08  |
| 5.  | Så där (Sodade)                              | Patrick El-Hag                                   | Armando Zeferino Soares                | 3:35  |
| 6.  | Singlar och par                              | Patrick El-Hag                                   | Berndt Egerbladh                       | 3:41  |
| 7.  | En Kärlekshistoria (Mousse au chocolat)      | Patrick El-Hag                                   | Berndt Egerbladh, Thomas Sköldborn     | 3:36  |
| 8.  | Kärlek god som någon (Ett lösaktigt stycke)  | Patrick El-Hag                                   | Berndt Egerbladh                       | 4:55  |
| 9.  | Hur sköra vi är (Fragile)                    | Patrick El-Hag, Thomas Kaos Olsson               | Sting                                  | 3:40  |
| 10. | Vågor som viner (Tiempo y silencio)          | Patrick El-Hag                                   | Pedro Guerra, Luis Pastor              | 3:12  |
| 11. | Runt Midnatt                                 | Patrick El-Hag                                   | Berndt Egerbladh                       | 4:24  |
| 12. | Det börjar ljusna nu (Love in the afternoon) | Patrick El-Hag                                   | Angelo Badalamenti, Marianne Faithfull | 3:21  |
| 13. | Rapsodi i maj                                | Patrick El-Hag, Niklas Bergh                     | Patrick El-Hag                         | 3:23  |
| 14. | Väderlek                                     | Patrick El-Hag, Niklas Bergh                     | Mats Burman                            | 4:13  |
| 15. | Höger hand - Till de ensamma (Mother Fist)   | Patrick El-Hag, Thomas Kaos Olsson               | Marc Almond                            | 3:56  |

### Musiker
- Jan Allan - trumpet
- Homero Alvarez - kör, gitarr
- Mikael Augustsson - dragspel, bandoneon
- Sejdo Beganaj - kärleksfraser på romani
- Lino Borg - mandolin
- Conrad Boqvist - gitarr
- Mats Burman - gitarr
- Ingrid Contardo - sång, kör
- Sara Edin - stråkarrangemang
- Patrick El-Hag - sång
- Erik Eriksson - trombon
- Jens Filipsson - altsaxofon
- Håkan Folkesson - gitarr
- Ison Glasgow - rap
- Pelle Halvarsson - cello
- Camilla Henemark - kärleksfraser på romani
- Bengan Janson - dragspel
- Anders Olsson - trummor, slagverk
- Tina Oscarson - kör
- Anna Rodell - violin
- Andreas Dudde Sabelhierta - kör
- Joakim Simonsson - piano, orgel
- Thomas Sköldborn - trumpet, blåsarrangemang
- Kristofer Krydda Sundström - elbas, kontrabas

### Produktion
- Producerad av Patrick El-Hag och Niklas Rundquist
- Assisterande producent - Mats Burman
- Exekutiv producent - Ola Brandborn
- Analogt inspelad av Lennart Ström på OAL studion, Sollentuna
- Överfört till hårddisk av Henrik Johansson på OAL studion, Sollentuna
- Kompletterande pålägg inspelade av Niklas Rundquist på Digital Mysteries, Stockholm
- Mixad av Niklas Rundquist och Patrick El-Hag på Digital Mysteries, Stockholm
- Mastrad av Tommy Lydell på Swewave Studion, Stockholm
- Viktor Flumé - Foto
- Nils Gud Dahlström - Grafisk design